# تريمة شرقية
تريمة شرقية (الاسم العلمي:Trema orientalis) هي نوع من النباتات يتبع جنس التريمة من الفصيلة القنبية.